# International Airlines Group
Pour les articles homonymes, voir IAG.
International Consolidated Airlines Group S.A., connu sous le nom International Airlines Group (IAG), est la holding née de la fusion entre la compagnie nationale anglaise British Airways et l'espagnole Iberia le 8 avril 2010.
Le groupe hispano-britannique IAG possède 598 avions, volant vers 279 destinations et transportant plus de 100 millions de passagers chaque année. Il est le troisième plus grand groupe en Europe et le sixième dans le monde, pour ce qui est des revenus.
La société holding de droit espagnol dont le siège social est à Madrid est cotée aux bourses de Londres et de Madrid. Numéro deux européen en capitalisation, devant Air France-KLM et derrière l'allemand Lufthansa, le groupe reste derrière en chiffre d'affaires (23 milliards d'euros, contre 29 pour Lufthansa et 25 pour Air France-KLM).

## Histoire
À la suite de la fusion, le groupe est dirigé par l’actuel directeur général de British Airways Willie Walsh et présidé par l’actuel PDG d’Iberia, Antonio Vázquez Romero. Le capital sera détenu à hauteur de 55 % par British Airways et à 45 % par Iberia.
Tout en restructurant Iberia, IAG poursuit la construction du groupe. Après la compagnie britannique BMI, rachetée en 2011 à Lufthansa, IAG a lancé une OPA de 113 millions d'euros sur la compagnie espagnole Vueling, destinée à devenir la marque à bas prix du groupe, aux côtés de British Airways et d'Iberia.
En janvier 2015, Aer Lingus est l'objet d'une offre de rachat par International Airlines Group, pour 1,36 milliard de dollars américains ; en mai, l'État irlandais accepte de vendre sa participation (de 25 %) à IAG. Ryanair, détenteur de 29,8 % d’Aer Lingus, donne son accord en juillet. Après le feu vert des autorités de la concurrence, Aer Lingus est racheté par IAG le 20 août 2015.
Le 30 janvier 2015, la compagnie Qatar Airways entre au capital d’IAG en acquérant 10 % du groupe. En avril 2016, Qatar Airways porte sa participation à près de 12 % ; en mai, Qatar Airways augmente encore sa participation, possédant désormais quelque 15,01 % des parts d’IAG. Le gouvernement qatari finit par détenir 21,5 % du capital de la IAG.
Fin décembre 2017, IAG annonce l'acquisition pour 20 millions d'euros de Niki, compagnie qui a cessé toute son activité le 14 décembre à la suite de la faillite de sa compagnie mère Air Berlin ; Niki serait intégrée à Vueling, reprenant 740 employés des 1 000 que comptait Niki. Cette offre inclut quinze A320 et plusieurs lots en Europe. Toutefois, le 23 janvier 2018, le rachat de Niki par son fondateur Niki Lauda est confirmé, son offre étant préférée à celle d’IAG.
En novembre 2019, IAG annonce un plan d'acquisition d'Air Europa pour 1 milliard d'euros. L'opération, qui sera financée par de la dette extérieure, aura lieu fin 2020, en fonction de l'approbation des autorités. En décembre 2020, IAG annonce un changement dans les modalités d'acquisition d'Air Europa, qui est alors acquise pour 500 millions d'euros, montant payable de manière différé en 2026. En décembre 2021, cet accord est abandonné par IAG, à la suite de demandes de ventes d'actifs des autorités de la concurrence pour permettre cette acquisition.

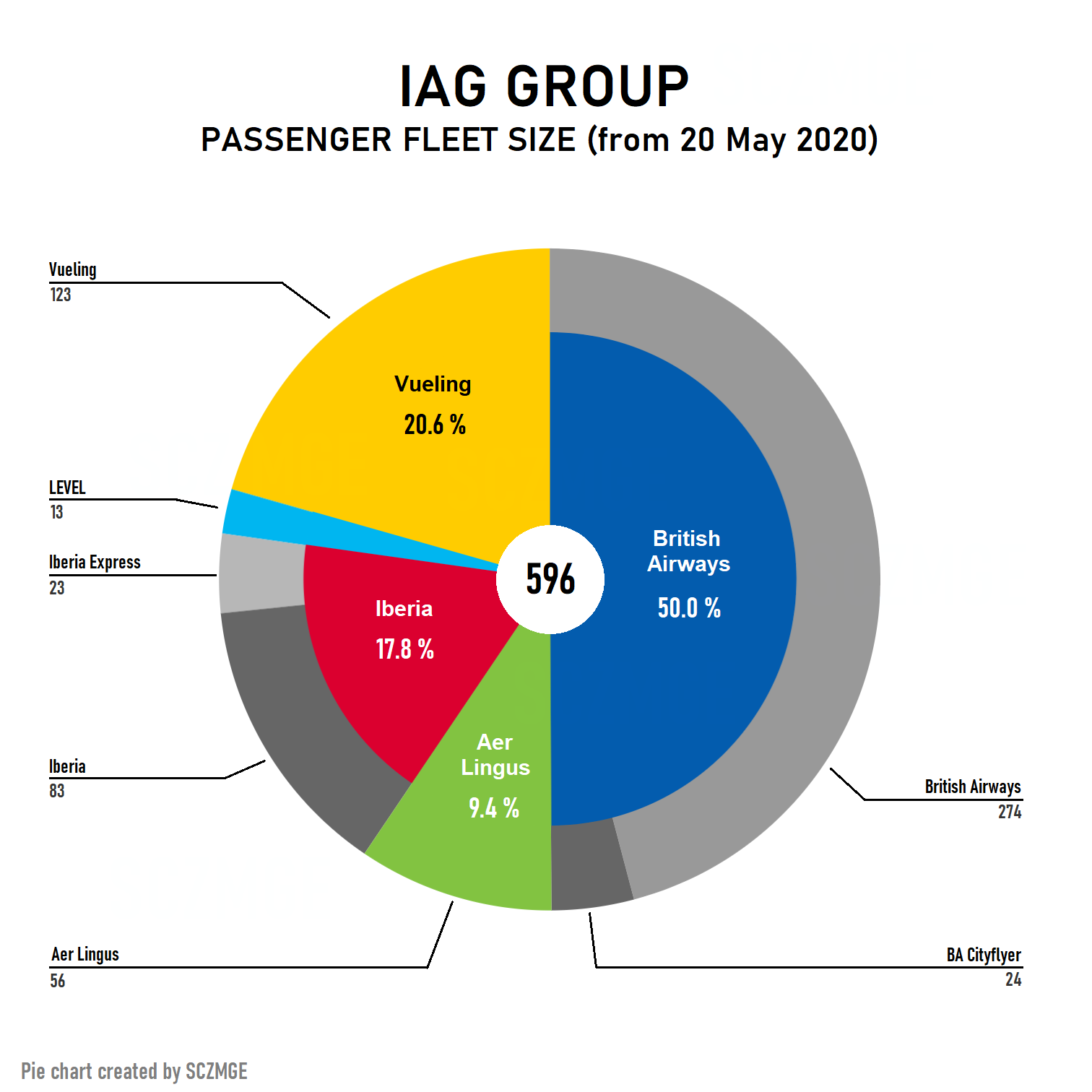
La répartition de la flotte du groupe entre les compagnies en mai 2020

## Fréquentation

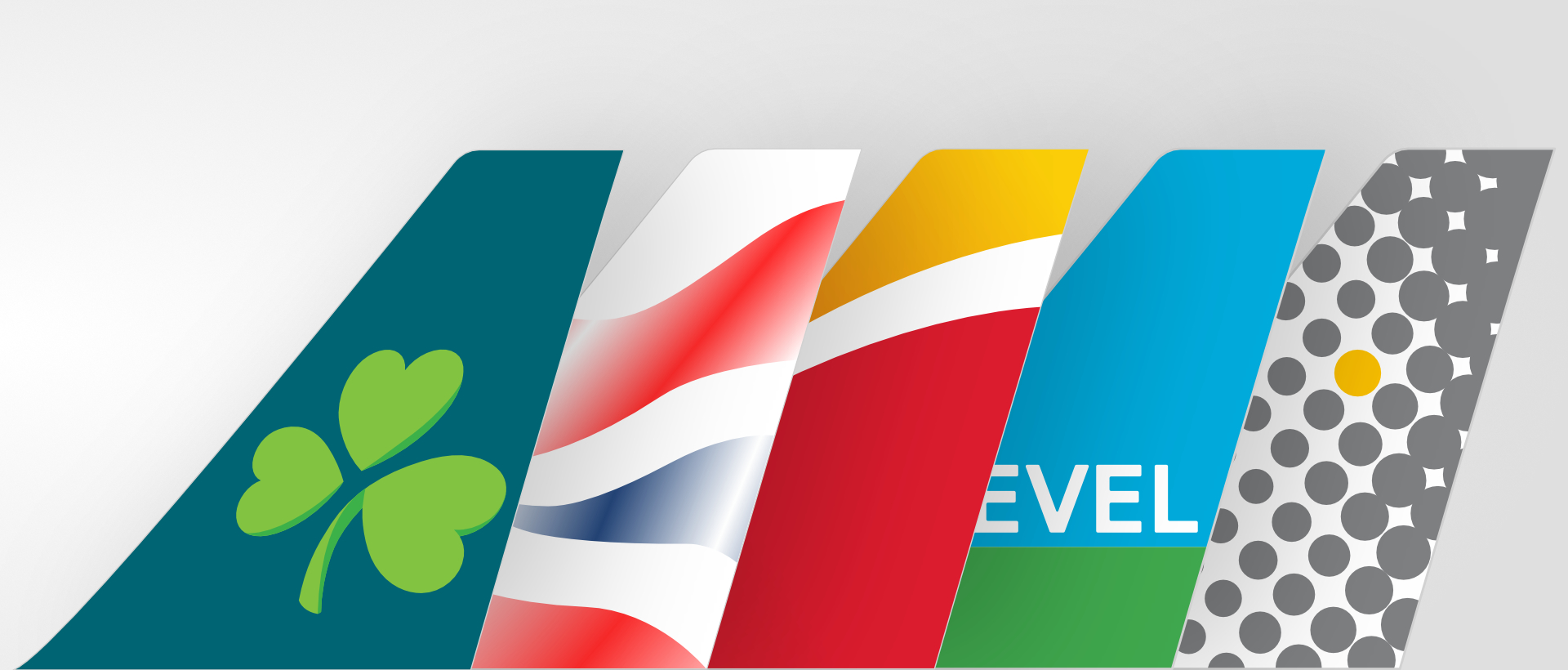
Les membres principaux du groupe (de gauche à droite : Aer Lingus, British Airways, Iberia, Level, Vueling)

| Année | Fréquentations | Note                                       |
| ----- | -------------- | ------------------------------------------ |
| 2018  | 113 000 000    |                                            |
| 2017  | 104 829 000    |                                            |
| 2016  | 100 675 000    |                                            |
| 2015  | 95 000 000     | Rachat de la compagnie aérienne Aer Lingus |
| 2014  | 77 300 000     |                                            |
| 2013  | 67 224 000     |                                            |
| 2012  | 54 600 000     |                                            |
| 2011  | 51 678 000     |                                            |
| 2010  | 50 600 000     |                                            |
| 2009  | 53 256 000     |                                            |

## Filiales
- Aer Lingus
- British Airways
  -  BA CityFlyer
  -  BMI (Depuis 2012)
  -  OpenSkies
  -  Comair Limited 18 %
  -  Sun Air
- Iberia
  -  Air Nostrum
  -  Level
  -  Vueling